# Симон IV (Саарбрюккен)

Графство Саарбрюккен и сеньория Коммерси (светло-зелёным)

Симон IV де Коммерси (Simon IV. von Saarbrücken-Commercy) (ок. 1244—1308) — сеньор Коммерси (1259), граф Саарбрюккена (1276). В некоторых документах по имени отчима называется Симон де Монбельяр (Simon de Montbéliard).
Старший сын Симона III де Коммерси и Матильды, графини Саарбрюккена.
Симон III де Коммерси умер в 1248 году или чуть раньше, и в 1250 г. его вдова вышла замуж за Амедея, сеньора де Монфокон (ум. 1280), второго сына графа Монбельяра Ришара III де Монфокона. Амадей принял титулы сеньора Коммерси и графа Саарбрюккена. Симон IV и его брат Ферри впервые названы сеньорами Коммерси в документе, датированном 1259 годом («seigneurs et hoirs de Commercy»), когда они были объявлены совершеннолетними («hors de mainbournie»).
В 1276 году Симон IV унаследовал графство Саарбрюккен после смерти матери (вместе с ней графиней части Саарбрюккена была её сестра Лоретта, но она умерла в 1271 году).
Симон IV первым браком был женат на Маргарите, происхождение которой не выяснено, по данным генеалогов — Маргарита де Бруа-Коммерси. Вторая жена (с 1269 г.) — Матильда де Сексфонтен (ум. 1285), вдова Гильома Виллардуэна, сеньора де Лезинн.
От первой жены — дочь:
- Агнесса (ум. после 1304), жена Эберхарда I, графа Цвейбрюккена.

Дети от второй жены:
- Иоганн I (ум. 1341) — граф Саарбрюккена, сеньор Коммерси.
- Лоретта (ум. до 1323), жена Ансо де Жуанвиля, сеньора де Жуанвиль и де Рейнель.
- Жанна (ум. не ранее 1327), жена Жака де Водемона, сеньора де Бенвиль.